# Ann Christy (actrice)
Pour les articles homonymes, voir Ann Christy.
Ann Christy est une actrice américaine, née à Logansport (Indiana) le 31 mai 1905, et morte le 14 novembre 1987 à Vernon (Texas).

## Biographie
Née Gladys Cronin à Logansport, dans l'Indiana, Ann Christy quitte sa région natale pour s'installer en Californie où elle étudie au Lycée polytechnique de Los Angeles. Elle avait l'intention de poursuivre une carrière dans les affaires, mais fut convaincue par des amis de se lancer dans le cinéma. Elle fait ses débuts au cinéma dans un petit rôle dans Long Pants (1927), mettant en vedette Harry Langdon. La même année, au mois de mai, elle obtient le premier rôle féminin dans une comédie d'Al Christie. Elle est apparue dans des comédies avec Bobby Vernon et Neal Burns. En 1928, Ann Christy est retenue par Harold Lloyd parmi plus de cinquante candidates pour interpréter le premier rôle féminin dans la comédie En vitesse (Speedy). La même année, elle est sélectionnée comme l'une des treize WAMPAS Baby Stars.
Après son succès dans Speedy, Christy prend des vacances à New York. Quand elle revient à Hollywood, elle se rend compte qu'on l'avait oubliée. Elle revient au cinéma dans des serials de Universal Pictures. Elle a fait sa dernière apparition à l'écran  en 1932 dans Behind Stone Walls, avec Edward J. Nugent.

## Filmographie partielle
- 1928 : Comment on les mate ! (The Water Hole) de F. Richard Jones : Dolores
- 1928 : En vitesse (Speedy), de Ted Wilde : Jane Dillon
- 1928 : The Love Charm, de Howard M. Mitchell : Nita
- 1929 : The Lariat Kid, de B. Reeves Eason : Mary Lou
- 1932 : Dream House, de Del Lord : Betty Brooks
- 1932 : Behind Stone Walls, de Frank Strayer : Peg Harper, la petite-amie de Bob

## Sources
- (en) Cet article est partiellement ou en totalité issu de l’article de Wikipédia en anglais intitulé « Ann Christy » (voir la liste des auteurs).